# Peter Wagner
Peter Wagner é um teórico social alemão. Seu foco de pesquisa concentra-se em questões de teoria social e filosofia política da Europa contemporânea. Ele tem feito pesquisa comparativa em história das ciências sociais e em suas publicações fez uma tentativa de formular e utilizar uma sociologia da modernidade. 

## Obras
- Vanishing Points of modernity. Inescapability and attainability in social theory (no prelo)
- Theorizing Modernity. Inescapability and attainability in social theory (2001)
- Le travail et la nation (co-editor, 1999)
- A Sociology of Modernity (1994)
- Der Raum des Gelehrten (com Heidrun Friese, 1993).